# Текстознавство
Текстозна́вство — наукова дисципліна, яка вивчає закони творення тексту як найвищої незалежної мовної єдності, а також притаманні текстам типи, властивості, функції, стилі та жанри.

## Принципи текстознавства
Основними методологічними принципами текстознавства є:
- підхід до тексту як до завершеної системи, основною властивістю якої є цілісність і зв'язність;
- підхід до тексту як до структури, одиниці якої і є основою для його аналізу.

## Аспекти текстознавства
Оскільки текст — це складне, багатомірне явище, то текстознавчі дослідження передбачають такі специфічні аспекти:
- онтологічний — характер існування та статус тексту;
- гносеологічний — особливості та ступінь відображення у тексті об'єктивної реальності;
- лінгвістичний — закони мовного оформлення тексту;
- прагматичний — ставлення автора тексту до об'єктивної реальності й до змістового наповнення тексту;
- психологічний — особливості сприймання і розуміння тексту.

Отже, текстознавство є наукою про текст як явище комунікативного середовища, що виступає в певній системі параметрів, характерних для окремого типу текстів.